# Marcos Ondruska
Marcos Ondruska (n, 18 de diciembre de 1972 en Bloemfontein, Sudáfrica) es un jugador de tenis con nacionalidad sudafricana. En su carrera ha conquistado cuatro torneos a nivel ATP, su mejor posición fue Nº27 en mayo de 1993

## Títulos (4; 0+4)

### Dobles (4)
| Leyenda                |
| Grand Slam (0)         |
| Tennis Masters Cup (0) |
| ATP Masters Series (0) |
| ATP Tour (4)           |

| N.º | Fecha | Torneo      | Superficie    | Pareja           | Oponentes en la final          | Resultado |
| --- | ----- | ----------- | ------------- | ---------------- | ------------------------------ | --------- |
| 1.  | 1996  | Auckland    | Dura          | Jack Waite       | Jonas Bjorkman Brett Steven    | Abandono  |
| 2.  | 1996  | Palermo     | Tierra batida | Andrew Kratzmann | Cristian Brandi Emilio Sánchez | 7-6, 6-4  |
| 3.  | 1996  | Tel Aviv    | Dura          | Grant Stafford   | Noam Behr Eyal Erlich          | 6-3, 6-2  |
| 4.  | 1997  | Long Island | Dura          | David Prinosil   | Mark Keil T.J Middleton        | 6-4, 6-4  |